# Nicolas Capron
Pour les articles homonymes, voir Capron.
Nicolas Capron est un violoniste et compositeur français, né vers 1740 et mort à Paris le 14 septembre 1784.

## Biographie
Nicolas Capron est un élève de Pierre Gaviniès et fait partie des plus célèbres violonistes français de son époque. Sa carrière commence en 1755–1756 à l'Opéra-Comique et dans l'orchestre privé du fermier général, La Popelinière. À partir de 1765 il devient maître de concert au Concert spirituel. Capron fréquente les plus importants Salons musicaux de la ville — notamment ceux du Baron de Bagge et de l'abbé Morellet — où il côtoie des musiciens renommés, des philosophes et des écrivains. 
En plus d'être un virtuose, Nicolas Capron était un pédagogue apprécié. Parmi ses élèves figurent Marie-Alexandre Guénin et Mlle Deschamps, connue comme enfant prodige, qui à l'âge de onze ans a joué au Concert spirituel deux concertos de violon. Nicolas Capron était membre de la loge maçonnique Société académique des Enfants d'Apollon.

## Œuvre

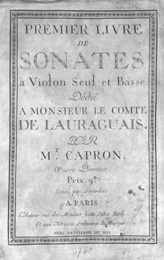
Page de titre de l'édition de l'opus 1 (1768).

Nicolas Capron a composé principalement des œuvres pour son instrument et figure à côté de François-Joseph Gossec et Pierre Vachon parmi les créateurs en France du quatuor à cordes. Dans ses compositions, il utilise généralement la structure en trois mouvements, l'emploi d'un double thème dans les premiers mouvements Allegros ; il emploie également les  appoggiatures dans le style de l'École de Mannheim. Il fait partie des premiers violonistes français, qui ont utilisé la sourdine. 
- Premier Livre de sonates à violon seul et basse op. 1 (chez l'auteur, 1768) lire en ligne sur Gallica
- Sei quartetti op. 2 (1772), dédiés au Duc de Laval
- Deux concertos pour violon, également titrés op. 2
- Six Duos pour 2 violons op. 3 (chez l'auteur, 1776) (BNF 44839989), (BNF 39782089)
- plusieurs concertos pour violon, aujourd'hui disparus.